# 의미 변화
언어에서 의미 변화(意味變化, 영어: semantic change)는 한 낱말의 의미가 시대의 변화에 따라 확장 또는 축소되거나 이동하는 것을 의미한다.

## 원인
의미 변화의 원인은 크게 다음과 같이 나눌 수 있다.
- 언어적 원인

한 단어가 다른 특정한 단어와 함께 많은 맥락 속에서 나타나고 그 용법이 관습화되면, 기본적 또는 중심적인 의미에 변화를 가져오게 된다.
- 역사적 원인

지시대상 자체, 또는 지시대상에 대한 지식이나 감정적 태도가 변하면, 단어의 의미에 변화를 가져오게 된다.
- 사회적 원인

같은 언어사회 내에서 공유하는 언어형식이라도, 특정 계층에서 한 단어가 다른 계층에서와는 다른 의미로 사용되는 경우가 있다.
- 심리적 원인

사람의 심리작용에 기인한 의미 변화. 유사성에 의한 연상작용에 따른 비유법으로 단어의 의미에 변화를 가져오는 경우가 있다.
- 기존어의 전용(轉用)

새로운 사물의 이름이 필요할 때 기호를 새로 만들지 않고, 이미 있는 것을 이용하는 경우가 적지 않다. 이런 경우 새로운 의미가 추가되거나, 반대로 새로운 의미가 기존 의미를 사어화시키기도 한다.

## 사례

### 이동·전이
의미가 달라지는 것을 의미한다.
- 목숨: 목구멍으로 드나드는 숨 → 사람이나 동물이 숨을 쉬며 살아 있는 힘
- 복돌이: 복스러운 사내아이 → 불법 복제물 사용자
- 어리다: 어리석다, 둔하다 → 나이가 적다
- 장가가다: 장인 집에 살러 들어가는 것 → 여자를 배우자로 맞아 사는 것

### 범위 변화

#### 확장
의미가 넓어지는 것을 의미한다.
- 갈라치기: 바둑에서 상대방의 세력을 분산시키기 위해 모양의 한가운데에 두는 것 → 피지배자들을 분열시키거나 서로 적대하게 만드는 것 (분할통치 참고)
- 대포: 무기의 일종 → 허풍, 거짓말 또는 그것을 잘하는 사람. 대포차, 대포폰의 대포는 이것을 의미한다.
- 속도위반(速度違反): 도로의 규정된 제한속도를 어기는 행위 → 혼전임신을 의미하는 속어 (속도위반 결혼 참고)
- 영구 결번: 은퇴하거나 죽은 선수를 기리기 위해 등번호를 영구히 사용하지 않음 → 치명적인 사고가 난 탈것(비행기, 기차 등)의 번호를 애도의 차원에서 영구히 사용하지 않음
- 작업(作業): 일(事) 또는 그 일을 함. → 남자가 여자를 꾀는 일을 속되게 이르는 말
- 춘추(春秋): 봄과 가을, 세월 → 어른의 나이에 대한 존칭
- 카드캡터(cardcaptor): 카드를 수집하는 것을 즐기는 사람 → 경고를 자주 받거나 퇴장을 자주 당하는 축구 선수
- 헌팅(hunting): 사냥을 뜻하는 영단어 → 남에게 이성적인 목적으로 접근하는 것
- bug(버그): 벌레 → 컴퓨터 프로그램의 결함
- notebook(노트북): 공책 → 노트북 컴퓨터
- sockpuppet: 양말 인형, 꼭두각시 → 다중 계정

#### 축소
의미가 좁아지는 것을 의미한다.
- 계집: 일반적인 여성 → 여성을 낮추어 부르는 말
- 미인(美人): 본래는 남녀를 가리지 않고 사용되는 말이었으나, 후대에는 여성에게 주로 사용하게 되었다.

### 가치 변화

#### 가치 하락
- 당신: 과거에는 상대를 높여 부르는 말이었다.

## 같이 보기
- 대한민국의 인터넷 신조어 목록
- 거짓짝
- 역두문자어

## 참고 문헌
1. ↑  이용주. “의미 변화 (意味 變化)”. 《한국민족문화대백과사전》. 2025년 8월 10일에 확인함.